# Ahron Daum
Pour les articles homonymes, voir Daum.
Ahron Daum (né le 6 janvier 1951 et mort le 27 juin 2018 à Anvers) est un rabbin moderne-orthodoxe d'origine israélienne, professeur, auteur et ancien grand rabbin de Francfort-sur-le-Main.

## Vie personnelle et éducation
Ahron Daum est né le 6 janvier 1951 à Bnei Brak, Israël dans une famille ashkénaze religieuse. Son père Schmuel Daum est professeur et écrivain et est issu d'une famille rabbinique renommée de Pologne et de Bohême. Sa mère, Rivka Gina Daum, vient d'une famille de commerçants prospères de Sopron, Hongrie. Il a trois frères plus jeunes. 
Ahron Daum reçoit une formation rabbinique à l’âge de 13 ans, dans la célèbre Yeshiva lituanienne-hassidique « Ruzhin » à Bnei Brak.
À 14 ans, il part pour le Royaume-Uni où il poursuit ses études talmudiques à la Yeshiva « Ha-Rama ». Plus tard il est élève  à la célèbre Yechiva Etz Haïm de Montreux en Suisse. 
En 1975, après l'obtention de son baccalauréat en Suisse, il rejoint le Jews' College de l'Université de Londres où obtient un bachelor en études juives (avec mention). 
À partir de 1978,il fréquente le séminaire théologique Rabbi Isaac Elchanan (RIETS '82) de l'Université Yeshiva, à New York ; il y obtient une maîtrise en études bibliques (avec mention) tandis que son ordination rabbinique est signée par le rabbin Joseph B. Soloveitchik. 
Refusant l'offre de poursuivre ses études afin d'obtenir le titre de Dayan, il retourne en Europe où il épouse Francine Frenkel avec qui il a trois filles. 
Il parle et maîtrise l'hébreu, l’anglais, l’allemand, le français, le  néerlandais et le yiddish et il a une connaissance passive de l'araméen et du latin.

## Carrière rabbinique
En 1982, il commence sa carrière rabbinique en Suisse comme rabbin de la ville de Bienne, ville bilingue français / allemand.
Il quitte ce poste en 1986, afin de devenir doctorant à l'Institut Chrétien-Juif à Lucerne, affilié à la Faculté de Théologie de l'Université de Lucerne, Suisse. 
En 1987, il accepte le poste de grand rabbin de la communauté juive de Francfort-sur-le-Main, Allemagne,, à l'époque la plus grande et plus prestigieuse Communauté juive d'Allemagne de l'Ouest. 
Durant son mandat eut lieu un grand afflux de juifs issus de l’ex-Union soviétique. L’assistance à ces personnes, qui se retrouvaient souvent dans des situations économiques précaires ainsi que leur intégration au sein de la communauté juive existante était alors la priorité de sa politique au début des années 90. L’intégration de ces personnes fut complexe car dans l’Union soviétique il n’y avait que peu de place pour une identité juive prononcée ce qui eut pour conséquence un rejet de l’identité juive de certains de ces migrants ainsi que de la part du rabbinat un doute quant à la judaïté de certaines de ces personnes. Par conséquent, la tâche principale du rabbin Daum lors de son mandat rabbinique fut de traiter ces dossiers souvent très complexes concernant le statut juif de beaucoup de nouveaux arrivants. Ainsi, le rabbin Daum fut un pilier du programme culturel et religieux de la communauté juive qui attirait de nouveaux membres grâce à la mise en place d’événements comme par exemple, des journées culturelles juives, des concerts avec de la musique juive, des sorties à thème (Worms, Mainz et Michelstadt) et des cours de base sur la religion juive. Durant son mandat à Francfort-sur-le-Main, le Rabbin Daum était également le président du Beth Din de Francfort. Dans son rôle de président du Beth Dine il s’occupait des affaires religieuses de la communauté comme les conversions, le Casherout, Din Torah et même des divorces religieux (Gittine). Le Rabbin Daum a acquis l’expérience avec les conversions aussi bien en tant que président d’un tribunal rabbinique religieux, qu’en tant que professeur et mentor. Le Rabbin Daum a plus de 15 ans d’expérience dans la préparation des personnes non juives qui souhaitent devenir juives selon les critères de la Halakha.  
En 1993, pour des raisons familiales, il démissionne de son poste de grand rabbin et déménage à Anvers, Belgique, où vit la plus grande partie de sa famille. Là, il commence à enseigner le judaïsme au sein du système scolaire public et dans les écoles juives. 
En 1995, il accepte un poste de maître de conférences en droit juif à la Faculté de religion comparée à Wilrijk (Anvers), Belgique. En reconnaissance de son enseignement et de ses œuvres  sur la Halakha la Faculté lui a décerné un titre de  professeur Honoris Causa en droit juif. 
Depuis 2001, il a également commencé, avec son épouse, une série de projets de sensibilisation pour Baalei Techouva, les non-juifs qui s'intéressent aux études juives et les convertis potentiels au judaïsme. Aujourd'hui, ces activités de sensibilisation, accaparent la plupart de son temps, il organise également, régulièrement, en collaboration avec le Centre Shalom néerlandais, des journées d'études sur divers sujets dans le domaine des études juives.

## Œuvres et publications
Le rabbin Ahron Daum, auteur prolifique, écrit sur des sujets se rapportant au judaïsme. En Suisse, il contribue de manière assidue à la publication d'articles halakhiques dans l’hebdomadaire de la communauté juive suisse-allemande "Jüdische Rundschau».
Durant son mandat comme grand rabbin de Francfort-sur-le-Main, il écrit régulièrement des articles pour "Die Jüdische Allgemeine" et le magazine bimensuel "Die Gemeinde". 
Depuis 2010, il écrit une rubrique mensuelle pour le magazine 'Joods Actueel', le mensuel israélite le plus largement diffusé en Belgique. Dans ses rubriques, il couvre tout le spectre des études juives, par exemple la série sur l'histoire du judaïsme depuis les Lumières. 
Il est l'auteur de deux livres. Son premier livre "Halacha Aktuel",,, est un ouvrage en deux volumes, écrit en allemand, qui traite des problèmes halakhiques et des questions d'actualité telles qu'elles apparaissent dans la littérature halakhique et plus particulièrement la Responsa. Ce travail est unique en ce qu'il a été le premier livre écrit en allemand au cours de la période d'après la Shoah qui traite profondément  les questions halakhiques dans la littérature Responsa. Il a reçu de nombreuses approbations d'autorités halakhiques distinguées. Certains articles de ce livre ont été écrits en hébreu rabbinique et ont ensuite été publiés séparément sous le titre "Iyunim b'Halacha".  
Son deuxième livre était "Die Jüdische Feiertage in Sicht der Tradition" (Les Fêtes juives en vue de la tradition). Il s'agit d'une anthologie en deux volumes combinant les articles halakhiques, des sermons, des remarques liturgiques, des pensées homilétiques et folkloriques et contes humoristiques liés aux fêtes juives et à Shabbat. Il travaille actuellement sur un certain nombre de livres en néerlandais couvrant la Kabbale, l'histoire juive, le monde juif contemporain et ses différentes affiliations.

## Œuvres publiées
Livres
- (de)Halacha aktuell, Jüdische Religionsgestze und Bräuche im modernen Alltag (Haag und Herchen Verlag, Frankfurt am Main, 1992, 2 Vol., p. 387 – p. 773)
- (he)Iyunim b’Halacha (Haag und Herchen Verlag, Frankfurt am Main, 1992, p. 93)
- (de)Die Feiertage Israels, Die jüdischen Feiertage in er Sicht der Tradition (Herchen Verlag, Frankfurt am Main, vol. I, 1993, p. 556, vol. II, 1994, p. 557)
- (de)"Das aschkenasische Rabbinat : Studien über Glaube und Schicksal" (Julius Carlebach) / Die Rolle des Rabbiners in Deutschland heute (Ahron Daum)